# До справи береться флот (фільм)
«До справи береться флот» (англ. Here Comes the Navy) — американська комедійна мелодрама 1934 року режисера Ллойда Бекона, знята кінокомпанією Warner Bros.

## Сюжет
Честі О'Коннор, щоб остаточно дістати офіцера ВМФ Біффі Мартіна, вступає до лав морського флоту. Однак на кораблі він знаходить не тільки задоволення від виду оскаженілого Мартіна, але і свою любов в особі його сестри. Чи можна придумати більш приємний спосіб остаточно вивести з себе капітана?

## У ролях
- Джеймс Кегні — Честі О'Коннор
- Пет О'Браєн — офіцер ВМФ Біффі Мартін
- Глорія Стюарт — Дороті «Дот» Мартін
- Френк МакГью — «Друпі»
- Дороті Трі — Гледіс
- Віллард Робертсон — лейтенант
- Джордж Ірвінг — адмірал
- Сем МакДеніел — Портер
- Фред Тоунс — матрос
- Нілс Велч — офіцер
- Лео Вайт — професор
- Говард Гікман — капітан
- Чак Гамільтон — танцюрист
- Едді Чандлер — сержант
- Іда Дарлінг — тітка
- Едвард Ейрл — військовий капелан